# Tadeusz Gocłowski

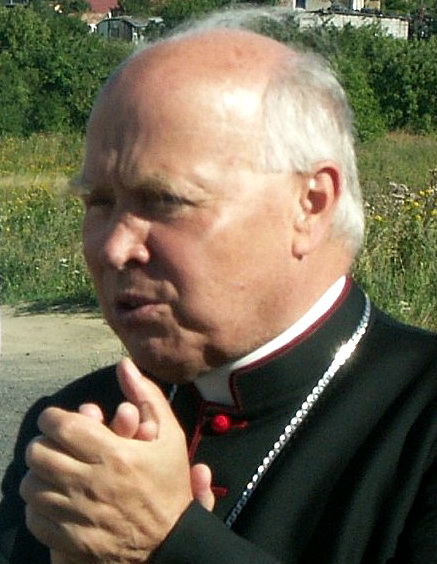
Erzbischof Tadeusz Gocłowski (undatiert)

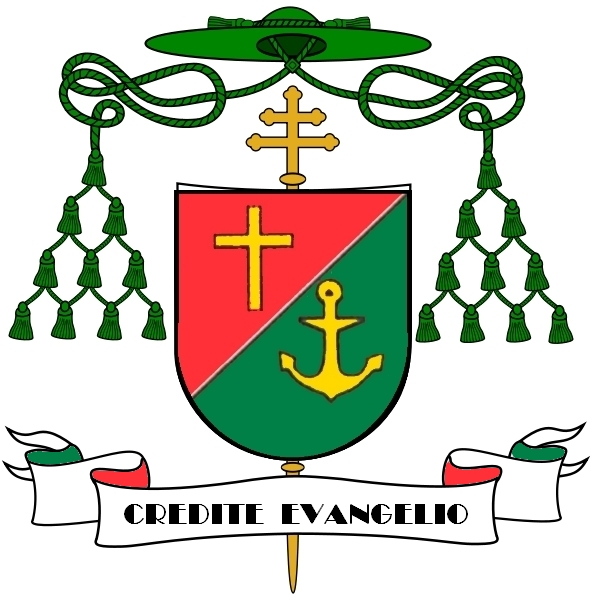
Wappen des Erzbischofs von Danzig

Tadeusz Gocłowski CM (* 16. September 1931 in Piski, Polen; † 3. Mai 2016 in Danzig) war Erzbischof von Danzig.

## Leben
Tadeusz Gocłowski wuchs auf einem Bauernhof in Piski auf, den seine Eltern nach der Rückkehr aus den Vereinigten Staaten gekauft hatten. Von 1946 bis 1951 besuchte er das Kleine Seminar von Vinzenz von Paul in Krakau und legte sein Abitur am III Gimnazjum im. Króla Jana III Sobieskiego in Krakau ab. Im Oktober 1949 trat er der Kongregation der Lazaristen bei und legte am 15. Dezember 1951 die endgültigen Ordensgelübde ab. Von 1951 bis 1956 studierte er Philosophie und Katholische Theologie am Theologischen Missionsinstitut in Krakau (Instytut Teologiczny Księży Misjonarzy). Tadeusz Gocłowski empfing am 26. Juni 1956 durch Bischof Stanisław Rospond das Sakrament der Priesterweihe. Von 1956 bis 1959 studierte er Kirchenrecht an der Katholischen Universität Lublin. An der Päpstlichen Universität Heiliger Thomas von Aquin absolvierte er 1969/70 ein kirchenrechtliches Promotionsstudium. Gocłowski lehrte am Theologischen Missionsinstitut in Krakau (1959–1960) und am Priesterseminar in Danzig (1960–1968), wo er auch das Rektorat von 1971 bis 1973 und 1982 bis 1983 innehatte. Er war 1988/89 an den Gesprächen in Magdalenka beteiligt, die die Grundlagen schufen für den Runden Tisch, die in der Übergangsphase vom kommunistischen Regime zur demokratischen Republik Polen zwischen dem 6. Februar und dem 5. April 1989 in Warschau stattfanden.
Am 22. März 1983 ernannte ihn Papst Johannes Paul II. zum Titularbischof von Beneventum und zum Weihbischof in Danzig. Die Bischofsweihe spendete ihm der polnische Primas, Józef Kardinal Glemp, am 17. April 1983 in der Danziger Marienkirche. Mitkonsekratoren waren Lech Kacmarek (Bischof von Danzig) und Albin Malysiak (Titularbischof von Beatia). 1983/1984 war er Generalvikar in Danzig und wurde zum Propst des Domkapitels ernannt. Am 31. Dezember 1984 berief ihn Papst Johannes Paul II. dann zum Bischof von Danzig. Mit der Neustrukturierung der polnischen Diözesen durch die Apostolische Konstitution Totus Tuus Poloniae Populus vom 25. März 1992 und der damit verbundenen Erhebung des Bistums Danzig zum Erzbistum wurde Tadeusz Gocłowski zum ersten Erzbischof von Danzig und damit auch zum ersten Metropoliten der neugeschaffenen, gleichnamigen Kirchenprovinz ernannt.
In seine Amtszeit fielen unter anderem Auseinandersetzungen um den polnischen Priester Henryk Jankowski, für dessen kirchenrechtliche Maßregelungen Gocłowski als dessen Diözesanbischof zuständig war. Jankowski war nach der Wende in Polen mehrfach durch judenfeindliche Aussagen in Predigten aufgefallen. Mitte der 1990er Jahre protestierte die Regierung Israels dagegen; die polnische Staatsanwaltschaft ermittelte. 1997 sagte Jankowski bei einem Gottesdienst, Polen solle bei seinem Kampf um Freiheit „eine jüdische Minderheit in der Regierung nicht akzeptieren“; daraufhin belegte Gocłowski ihn mit einem einjährigen Predigtverbot.
Gocłowski galt als Kritiker des nationalkonservativen Radiosenders Radio Maryja.
Gemäß den Bestimmungen des can. 401 § 1 CIC nahm Papst Benedikt XVI. am 17. April 2008 Gocłowskis aus Altersgründen vorgebrachtes Rücktrittsgesuch an.

## Ehrungen und Auszeichnungen
- Ehrenbürgerwürde von Gdynia (2002), Reda (2007),  Sopot (2008), Wejherowo (2008), Danzig (2016)
- Medaille von St. Albert (Medal Świętego Brata Alberta; 2003)
- Gloria-Artis-Medaille für kulturelle Verdienste (2006)
- Ehrenpreis für Verdienste in Pommern (Honorowe Wyróżnienie za Zasługi dla Województwa Pomorskiego; 2008)
- Orden des Weißen Adlers durch Präsident Bronisław Komorowski (2011)

## Schriften
- "Głośne myślenie", czyli człowiek i Kościół na przełomie tysiącleci., Bernardinum 2005, ISBN 83-7380-223-1
- mit Adam Hlebowicz: Swiadek Z abp Tadeuszem Goclowskim rozmawia Adam Hlebowicz. Prószynski Media, Warschau 2008, ISBN 978-83-7469-900-6.